# Ejército del Reino de Italia (1805-1814)
Los nuevos monarcas o gobernantes de los estados satélites de la Francia napoleónica, en particular los italianos, pero también los polacos, inmediatamente tomaron medidas para crear un ejército. En Italia, esto ocurrió principalmente para satisfacer la vocación militar de Eugenio de Beauharnais en el Reino italiano, donde la conscripción obligatoria ya estaba vigente desde 1802 en la época de la República Italiana, y de Joaquín Murat en el reino de Nápoles. Pero también para evitar que en estos estados tuvieran que ocupar a muchos soldados franceses enviados allí para mantener el control del territorio. Por ejemplo las tropas francesas en el reino de Nápoles en 1806 ascendieron a 40.000 hombres. La creación de ejércitos nacionales tuvo los efectos positivos de reducir los costos de mantener a las tropas francesas y, en parte, de proteger la autonomía de los nuevos reinos. Aunque a menudo para aumentar las filas de los nuevos ejércitos, se recurrió al reclutamiento forzado de prisioneros y desertores o renegados de otros ejércitos. En segundo lugar, el nacimiento de los ejércitos nacionales italianos tuvo la ventaja de crear, por primera vez, una conciencia italiana en los soldados que luchaban juntos.

## República Cisalpina y República Italiana

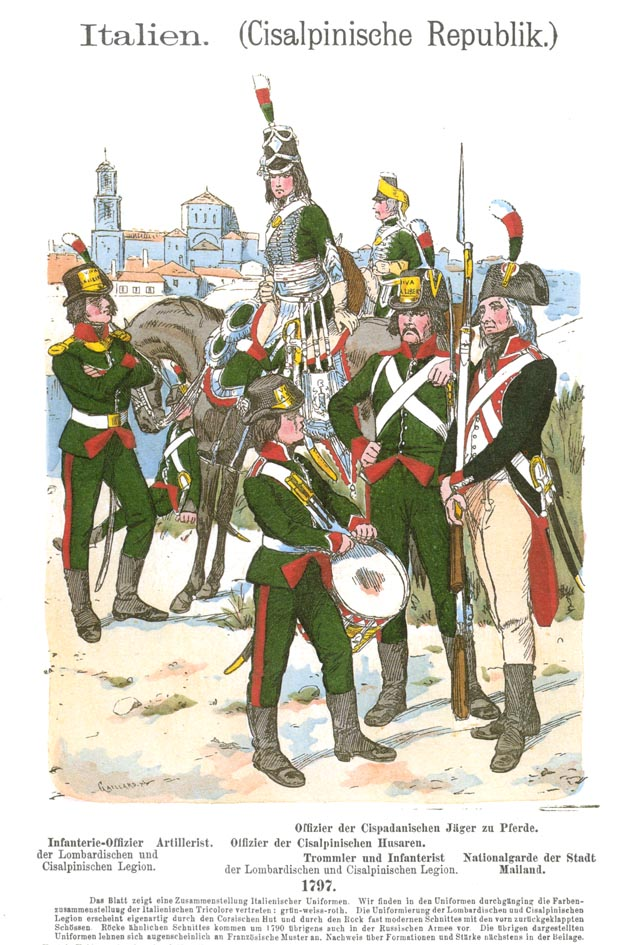
Tropas de la República Cisalpina.

Estandarte de la Legión Lombarda

En julio de 1797 se estableció la República Cisalpina en el norte de Italia. La Legión Lombarda nació inicialmente de forma voluntaria por iniciativa de algunos ciudadanos milaneses que deseaban constituir una Guardia de Honor para Napoleón. A este primer núcleo le fue otorgado el 6 de noviembre de 1796 en Piazza del Duomo la primera bandera tricolor. La Legión Lombarda se dividió en 7 cohortes (3 inscritas en la ciudad de Milán, una en Cremona y Casalmaggiore, una en Lodi y Pavia, una en Como, y finalmente una compuesta por patriotas procedentes principalmente del Estado Pontificio y del Reino de Sicilia). Más tarde, la iniciativa también fue adoptada por otras ciudades que establecieron una especie de Guardia Ciudadana. La Legión Lombarda tuvo su bautismo de fuego durante la batalla de Arcole y más tarde contra las fuerzas papales en el río Senio.
La ofensiva victoriosa de la Segunda coalición en 1799 causó la caída de la República Cisalpina y de las otras repúblicas hermanas que surgieron en Italia y, en consecuencia, también la disolución de la Legión Lombarda. Parte de esta se reunió en Tolón y dio vida al primer núcleo de la Legión Italica a las órdenes de Giuseppe Lechi. La Legión Italica, siguiendo a las tropas francesas, combatió en Italia en Varallo. El 2 de junio de 1800 el general Domenico Pino recibió el encargo de crear una legión adicional que se empleó inicialmente en la Toscana, luego de la nueva guerra entre Francia e Inglaterra el 27 de marzo de 1802, se transfirió a las orillas del Canal de la Mancha.
Los soldados piamonteses, en virtud de la anexión a Francia en 1802 fueron encuadrados directamente en el ejército francés, los Dragones constituyeron el 21º Regimiento de dragones y los húsares el 17.º Regimiento de Cazadores a Caballo (renumerado luego como el 26.º Regimiento en mayo de 1802).

## Reino de Italia

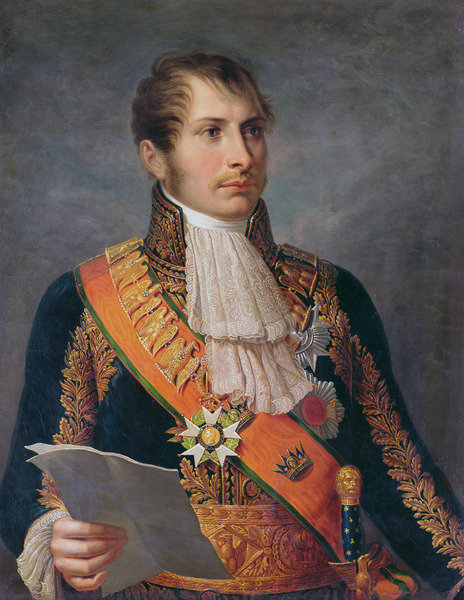
Eugène de Beauharnais, virrey de Italia.

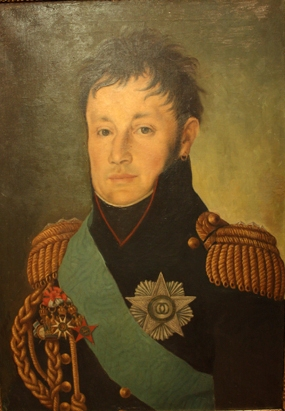
General Giuseppe Lechi.

Por iniciativa del Ministro de Guerra el 17 de julio de 1805, después de la proclamación del Reino de Italia, las guardias de honor ciudadanas se disolvieron para establecer la Guardia Real italiana en los territorios del nuevo Reino de Italia. La Guardia Real Italiana, armada con el mosquete Charleville de 1777, estaba formada por 6 regimientos de infantería de línea, 3 regimientos de infantería ligera, un regimiento de infantería dálmata, 2 regimientos de dragones y 2 regimientos de cazadores a caballo. El pequeño contingente del Reino de Italia inicialmente operaba solo en Italia junto con las tropas francesas del mariscal André Masséna.
En diciembre de 1805 algunos contingentes de la guardia real italiana participaron a la Batalla de Austerlitz ganándose una citación en el boletín de guerra.
Otros contingentes italianos, junto a otros repartimientos franceses, en 1806 fueron a Istria y Dalmacia para reprimir las continuas revueltas de la población eslava.
En 1806 los territorios del Reino de Italia fueron subdividos en seis divisiones territoriales militares con comando en Milán, Brescia, Mantova, Ancona, Venecia y Bolonia.
La Guardia Real Italiana, al mando de Giuseppe Lechi participó en 1808 en la Guerra de independencia española conquistando Barcelona. En 1809 en los Alpes, la Guardia Real italiana bajo el mando del Virrey Eugenio de Beauharnais participó en la campaña contra Austria que se había adherido a la Quinta coalición.

### Campaña de Rusia

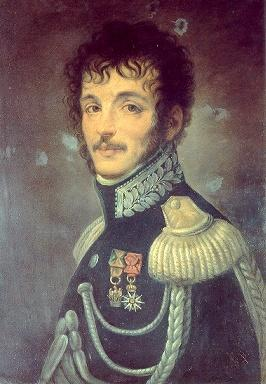
General Teodoro Lechi

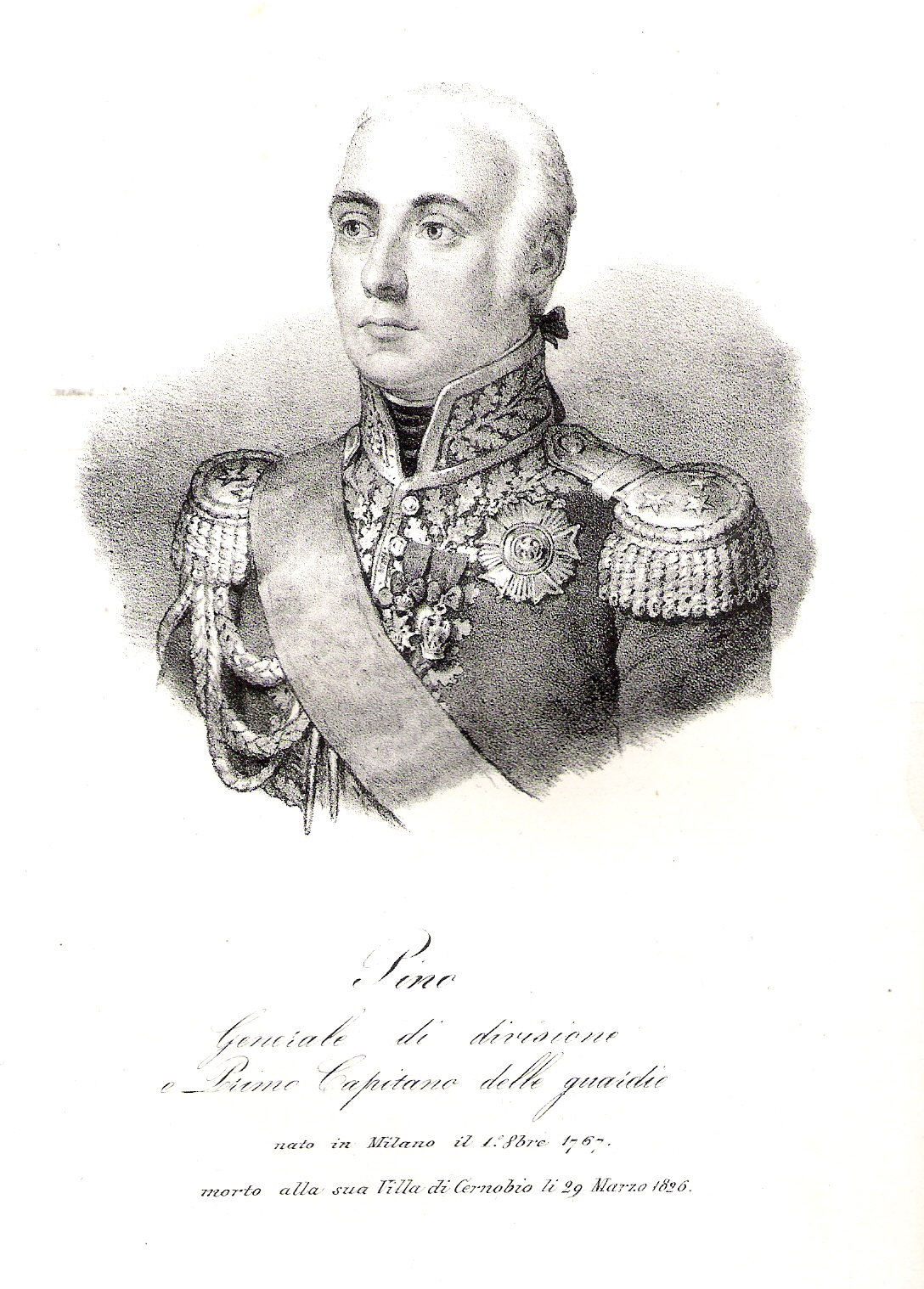
General Domenico Pino

En la primavera del 1811, las tropas italianas al mando del virrey Eugenio de Beauharnais comenzaron a movilizarse en previsión de la Campaña de Rusia y se trasladaron al Vístula. Integrados en el IV cuerpo de ejército participaron en la campaña de Rusia, la 14.ª División comandada por el general Teodoro Lechi con la infantería de la Guardia Italiana y la 15.ª División mandada del general Domenico Pino, esta última incluía 4 regimientos de infantería italiana, el regimiento de infantería dálmata y 1.er regimiento "Dragoni Regina" y el 2.º regimiento "Dragoni Napoleone". La caballería del IV cuerpo de ejército estaba compuesto de los dos regimiento de cazadores a caballo italianos.
La Guardia Real Italiana se distinguió por el valor mostrado durante la batalla de Smolensk y Borodino y, en virtud de esto, se le permitió desfilar primero en la ciudad de Moscú después de la ocupación y por decisión de Napoleón, el Regimiento de infantería de Línea de la Guardia Real cambió su denominación convirtiéndose en el Regimiento de Granaderos de la Guardia Real.
El 24 de octubre de 1812 las tropas del contingente italiano estuvieron comprometidas durante la batalla de Maloyaroslávetz; dentro de las violentas contraofensivas rusas, durante los cuales perdieron y recuperaron la ciudad varias veces; en crónicas esta batalla pasó a la historia con el nombre de la "Batalla de los italianos".

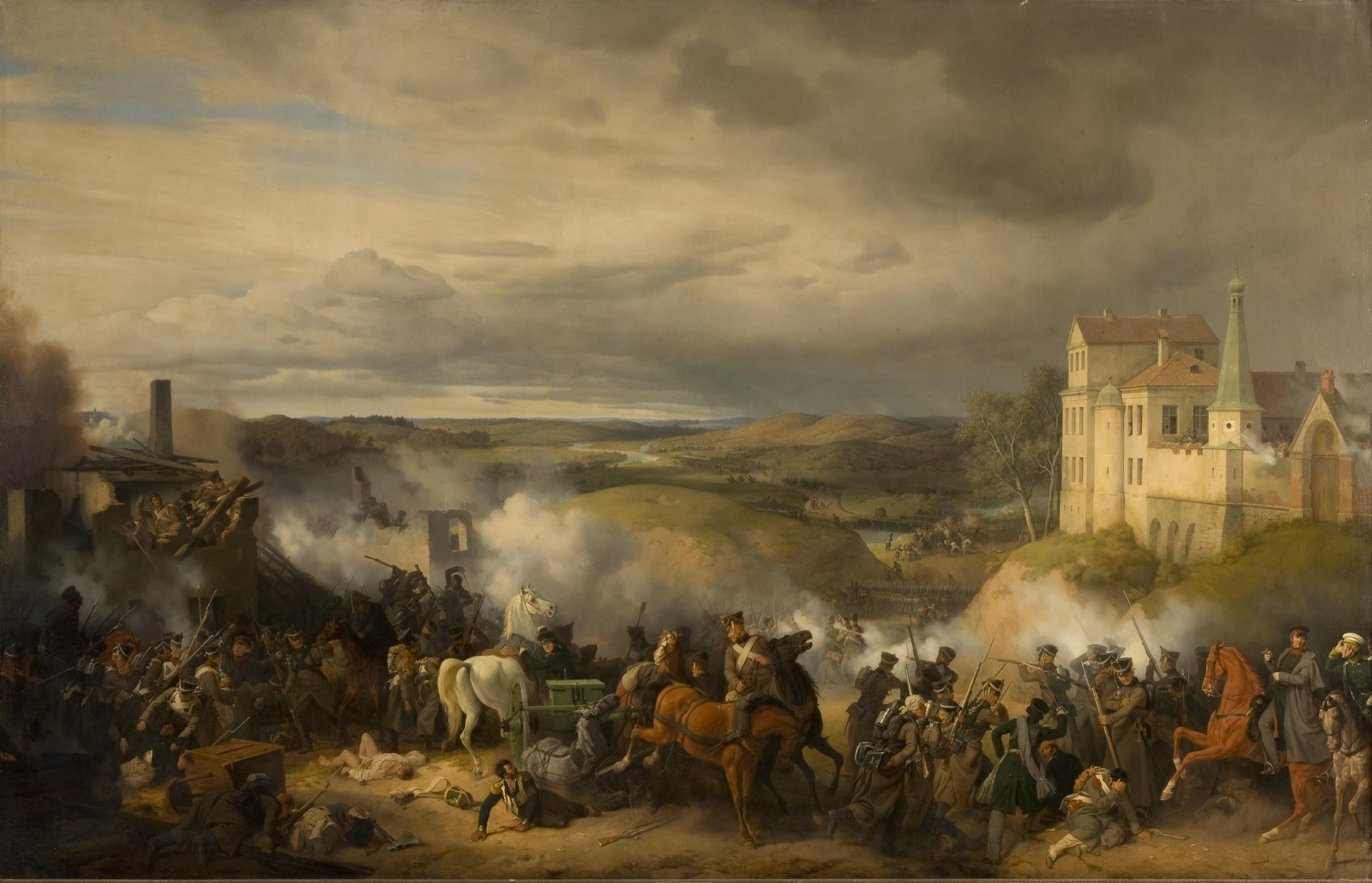
La Batalla de Maloyaroslávets, obra de Piter von Hess.

### Últimas Campañas
Después de la retirada de Rusia algunos regimientos italianos fueron empleados en la Batalla de Leipzig siempre encuadrados en el IV cuerpo de ejército, algunos en el VIII cuerpo al mando del príncipe Józef Poniatowski.
El ejército del Reino Italico se retiró ordenadamente hacia los territorios del reino donde contuvo victoriosamente una primera ofensiva austriaca, pero con la caída de Napoleón la Guardia Real fue disuelta oficialmente el 30 de mayo de 1814. Los oficiales tuvieron el privilegio de poder mantener sus condecoraciones y poder integrarse en el ejército austríaco conservando su propio rango. La tropa fue en su mayoría desmovilizada.

## Imágenes

Uniformes
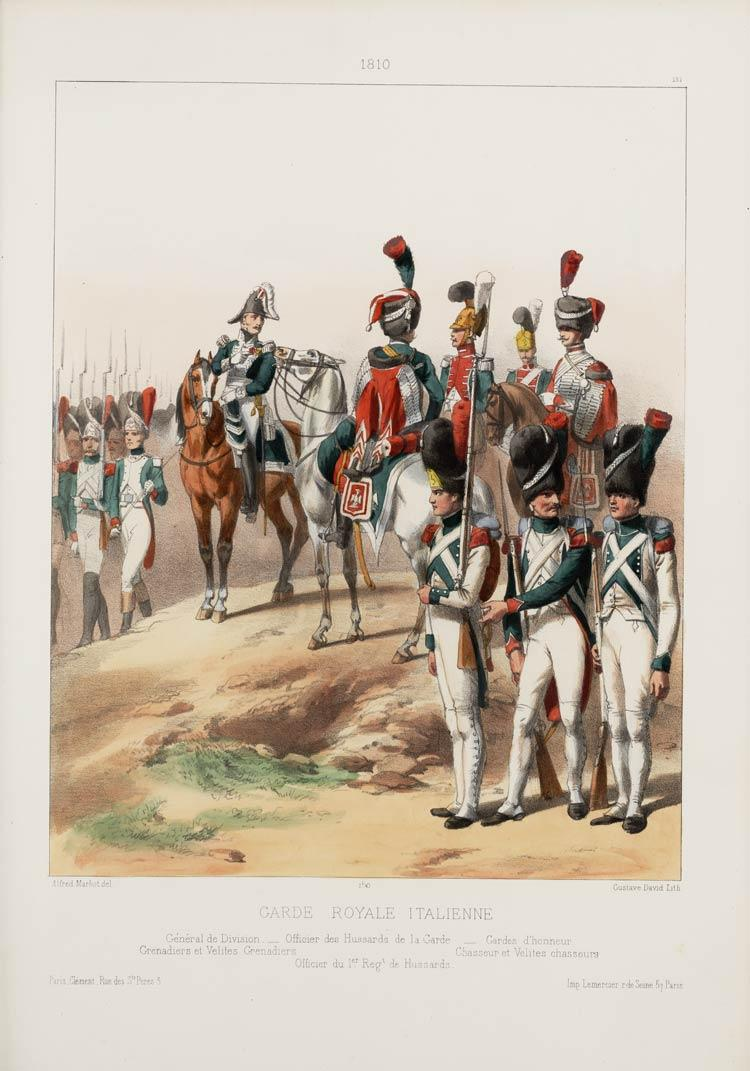
Guardia Real Italiana en 1810.
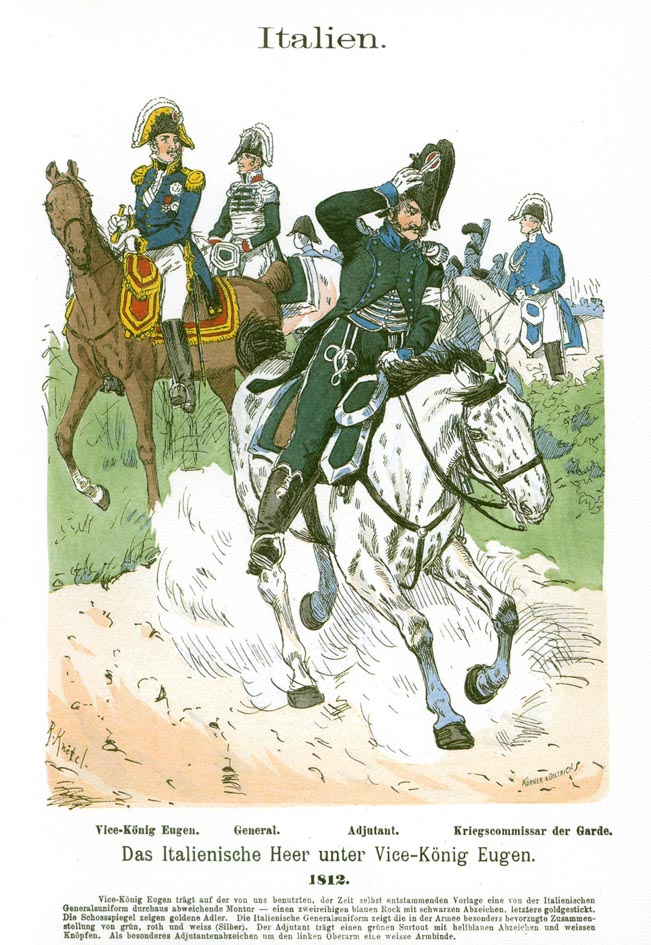
Virrey Eugène de Beauharnais y su estado mayor, 1812.
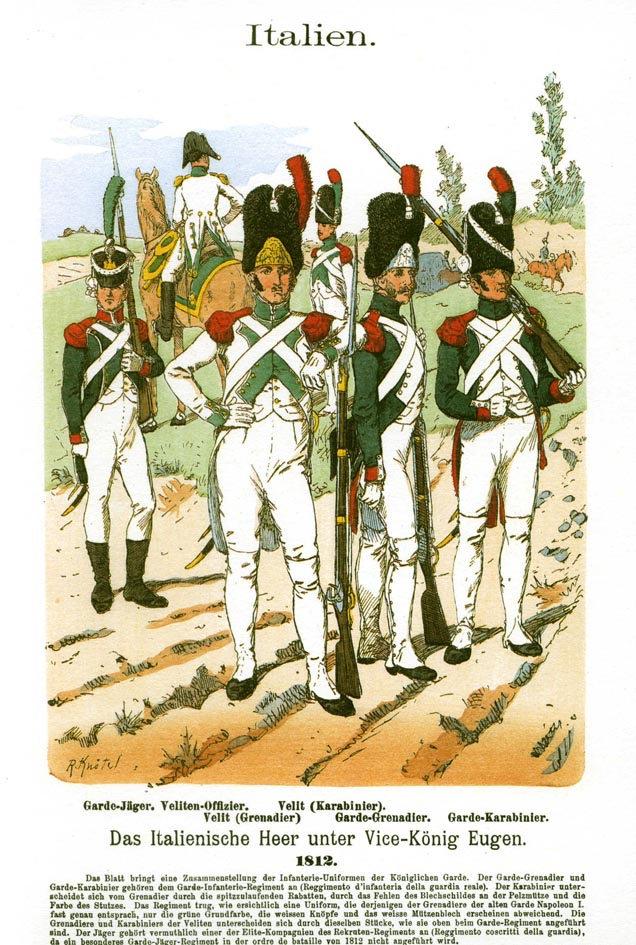
Infantería de la guardia real italiana, 1812.
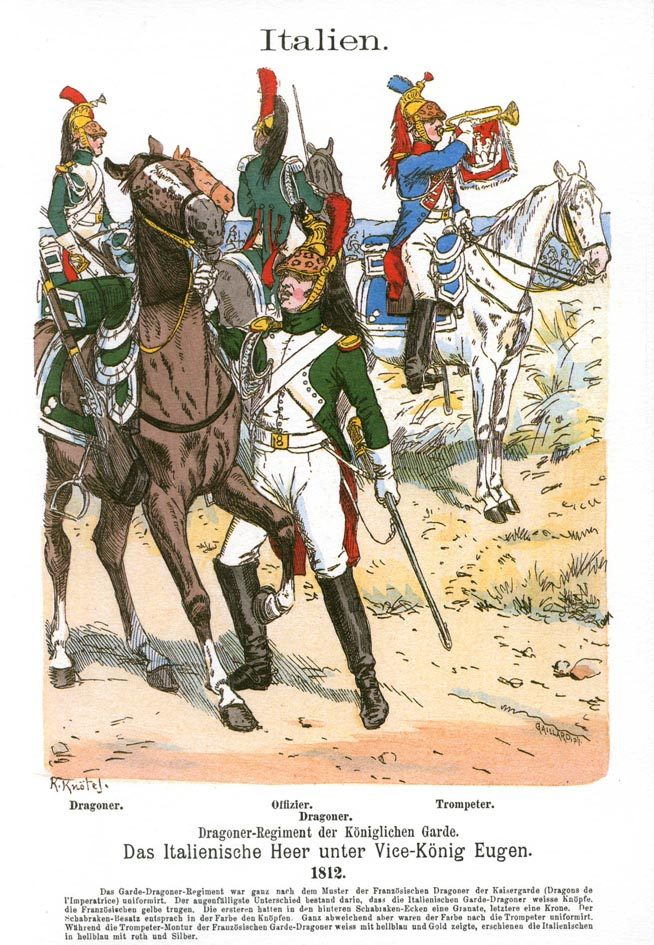
Dragones de la guardia real italiana, 1812.
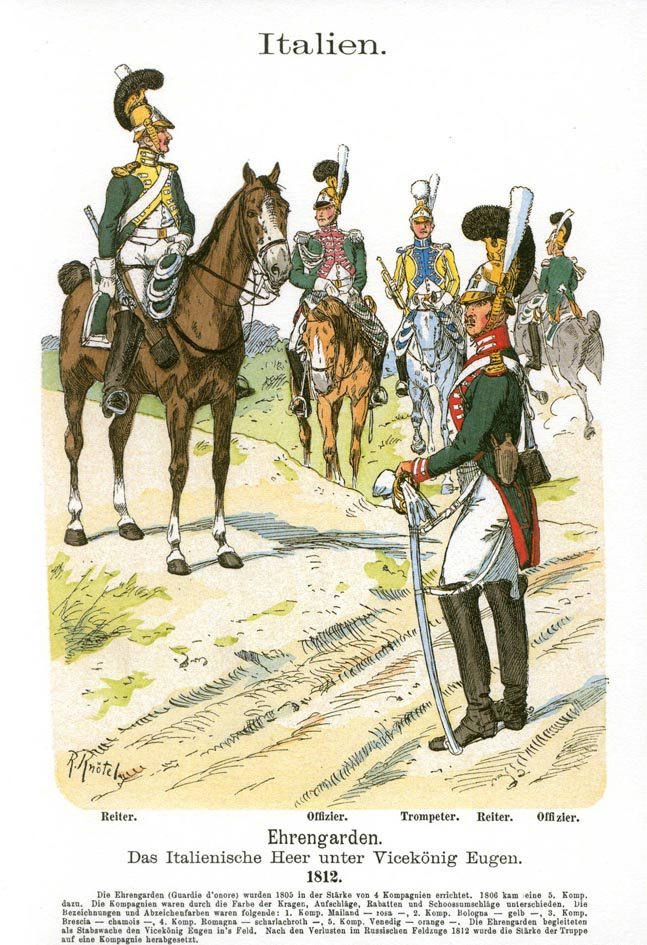
Guardia de honor italiana, 1812.
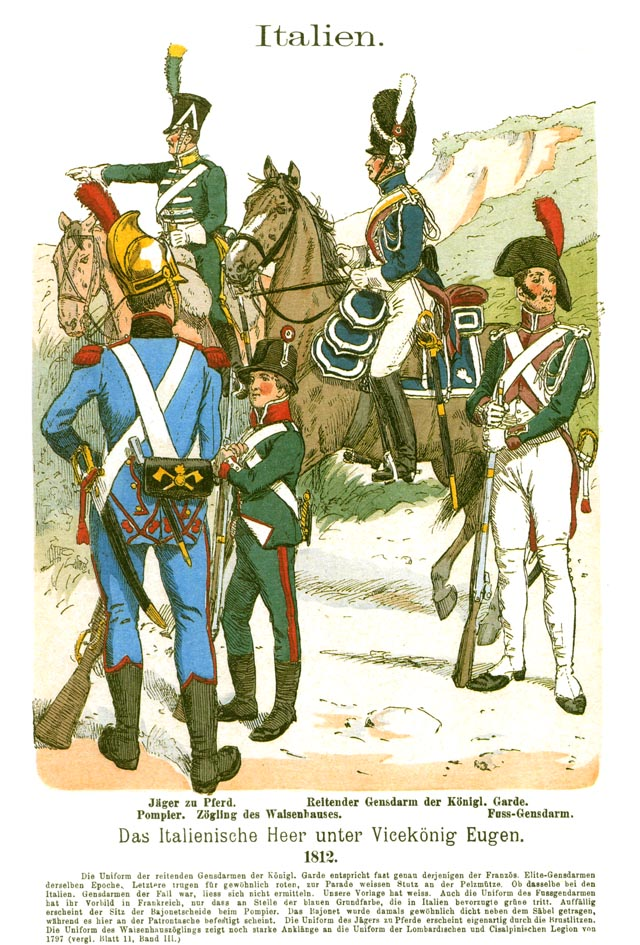
Cazadores a caballo, gendarmes y otros cuerpos italianos, 1812.
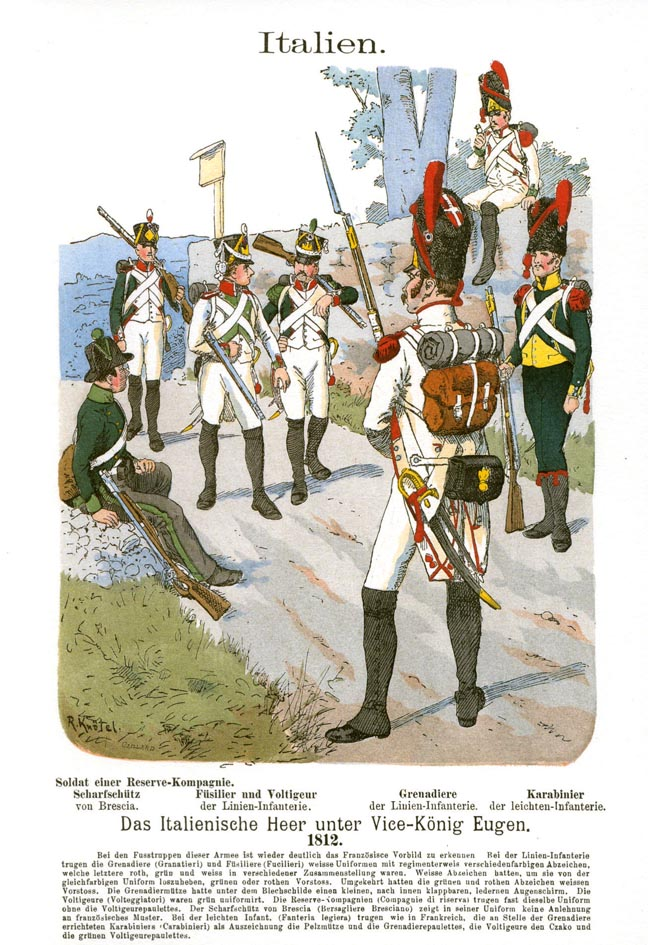
Infantería de línea y ligera del ejército del reino, 1812.
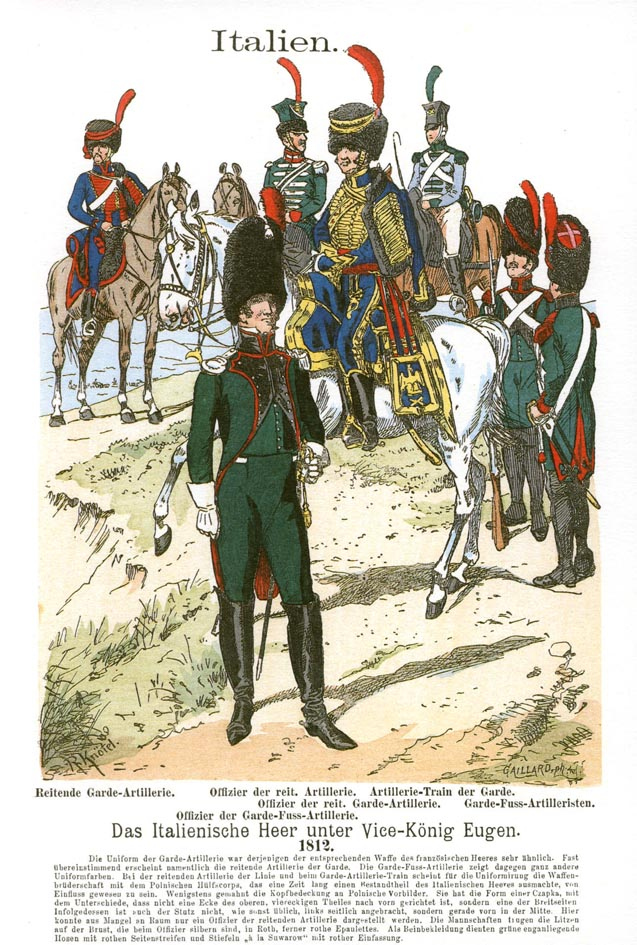
Artillería de a pie y a caballo del ejército del reino, 1812.